# Paleis voor Schone Kunsten van Luik
Het Paleis voor Schone Kunsten van Luik (Frans: Palais des beaux-arts de Liège) is een bouwwerk gelegen in het Parc de la Boverie op het eiland Outremeuse in de Belgische stad Luik. Het gebouw van architecten Charles Étienne Soubre en Jean-Laurent Hasse werd tussen 1903 en 1905 gebouwd voor gebruik tijdens de Wereldtentoonstelling van 1905 en is het enige bouwwerk van die tentoonstelling dat behouden is gebleven.
Na de tentoonstelling werd het paleis door het organisatiecomité aan de stad Luik geschonken, die er tot eind 1951 het Palais des Fêtes et des Expositions in inricht. Het wordt de locatie van congressen, bals, banketten, kunstsalons en grote tentoonstellingen waaronder als laatste in oktober 1951 een grote Cobratentoonstelling. Van 1952 tot 1980 herbergt het paleis het Cabinet des estampes et des dessins de Liège en de collecties Waalse kunst die in 1980 verhuizen naar het Museum voor Schone Kunsten.
Van 1980 tot 2013 was het paleis de locatie van het Museum voor moderne en hedendaagse kunst, sinds 2016 is in het paleis het museum La Boverie gehuisvest.
Het gebouw onderging van 1988 tot 1993 een grote renovatie. Een tweede renovatie, en uitbreiding met een nieuwe vleugel getekend door architect Rudy Ricciotti, volgde tussen 2013 en 2016. De uitbreiding die 25 miljoen euro kostte, verhoogde de expositieruimte met 1.000 m².

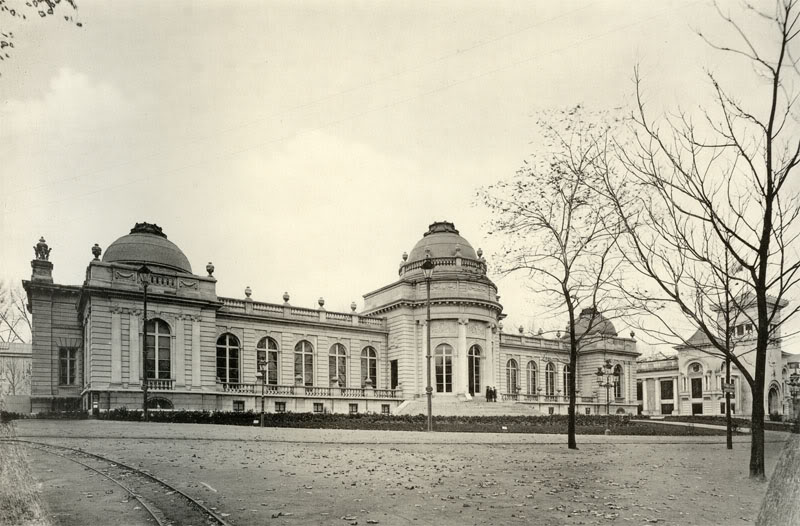
Het Paleis voor Schone Kunsten van Luik in 1905